# Phillips (Familienname)
Phillips ist ein englischer Familienname.

## Herkunft und Bedeutung
Es ist ein patronymischer Name, der sich vom Vornamen Philip ableitet.

## Varianten
- niederländisch: Philips
- deutsch: Philipps

## Namensträger

### A
- Adam Phillips (* 1954), britischer Psychoanalytiker
- Adolph Phillips der Ältere (1813–1877), deutscher Politiker
- Adolph Phillips (1845–1886), deutscher Journalist und Politiker (DFP)
- Adrian Phillips (* 1992), US-amerikanischer American-Football-Spieler
- Alan Phillips (Schachspieler) (1923–2009), englischer Schachspieler
- Alan Phillips (Rugbyspieler) (* 1954), walisischer Rugby-Union-Spieler
- Alan Phillips (Badminton) (* 1956), südafrikanischer Badmintonspieler
- Alban W. Phillips (1914–1975), neuseeländisch-britischer Volkswirt
- Alex Phillips (1900–1977), kanadisch-mexikanischer Schauspieler und Kameramann
- Álex Phillips junior (1935–2007), mexikanischer Kameramann
- Alexandra Lesley Phillips (* 1983), britische Politikerin (Brexit Party), MdEP
- Alexandra Louise Rosenfield Phillips (* 1985), britische Politikerin (GPEW), MdEP
- Alfred Phillips (Wasserspringer) (Alfred Henry Phillips; 1908–1994), kanadischer Wasserspringer
- Alfred N. Phillips (Alfred Noroton Phillips; 1894–1970), US-amerikanischer Politiker
- Allan K. Phillips, neuseeländischer Osteopath
- Allan Robert Phillips (1914–1996), US-amerikanischer Vogelkundler
- Ann C. Phillips (* im 20. Jahrhundert), U.S.-amerikanischer Marineoffizier und Administratorin der United States Maritime Administration
- Anne Phillips (* 1950), britische Politikwissenschaftlerin
- Andre Phillips (* 1959), US-amerikanischer Leichtathlet
- Andrew Phillips, Baron Phillips of Sudbury (1939–2023), britischer Politiker (Liberal Democrat)
- Anthony Phillips (Gewichtheber) (1940–2008), barbadischer Gewichtheber
- Anthony Phillips (Musiker) (* 1951), britischer Musiker
- Arianne Phillips (* 1963), US-amerikanische Kostümdesignerin
- Arminda Phillips (* 1963), US-amerikanische Biathletin
- Ashley Phillips (* 1986), US-amerikanische Fußballtorhüterin
- Augustine Phillips († 1605), englischer Schauspieler
- Autumn Phillips (* 1978), britische Ehefrau von Peter Phillips

### B
- Barre Phillips (1934–2024), US-amerikanischer Jazzbassist
- Bert Geer Phillips (1868–1956), US-amerikanischer Maler
- Bijou Phillips (* 1980), US-amerikanische Musikerin und Schauspielerin
- Bill Phillips (1914–1975), neuseeländisch-britischer Volkswirt, siehe Alban W. Phillips
- Bill Phillips (Sänger) (1936–2010), US-amerikanischer Countrysänger
- Bill Phillips (Autor) (William Nathaniel Phillips; * 1964), US-amerikanischer Unternehmer und Autor
- Bobbie Phillips (* 1968), US-amerikanische Schauspielerin
- Brad Phillips (1925–2009), US-amerikanischer Politiker (Alaska)
- Bradley Wright-Phillips (* 1985), englischer Fußballspieler
- Brenda Phillips (* 1958), simbabwische Hockeyspielerin
- Brewer Phillips (1924–1999), US-amerikanischer Bluesgitarrist
- Brian Phillips (Fußballspieler) (1931–2012), englischer Fußballspieler
- Brian Phillips (Schwimmer) (* 1954), kanadischer Schwimmer
- Bryan Phillips (* 1975), kanadisch-deutscher Eishockeyspieler
- Bum Phillips († 2013), US-amerikanischer American-Football-Trainer
- Burrill Phillips (1907–1988), US-amerikanischer Komponist

### C
- Carleton J. Phillips (* 1942), US-amerikanischer Biologe
- Caroline Phillips (1870–1956), schottisch-britische Journalistin und Frauenwahlrechtsaktivistin
- Carly Phillips (* 1965), US-amerikanische Schriftstellerin, siehe Karen Drogin
- Carmen Phillips (Schauspielerin, 1888) (1888–1966), US-amerikanische Schauspielerin
- Carmen Phillips (Schauspielerin, 1937) (1937–2002), US-amerikanische Schauspielerin
- Carter Phillips (* 1988), US-amerikanischer Pokerspieler
- Caryl Phillips (* 1958), Schriftsteller von St. Kitts
- Channing E. Phillips (1928–1987), US-amerikanischer Geistlicher, Bürgerrechtsführer und sozialer Aktivist
- Charles Malcolm Phillips (1918–1990), britischer Ophthalmologe und Chirurg in Rhodesien
- Cheryl-Ann Phillips (* 1970), jamaikanische Sprinterin
- Chris Phillips (* 1978), kanadischer Eishockeyspieler
- Chynna Phillips (* 1968), US-amerikanische Schauspielerin und Komponistin
- Clifford Holmead Phillips (1889–1975), US-amerikanischer Maler
- Conrad Phillips (1925–2016), britischer Schauspieler

### D
- Dan Phillips (* 1965), US-amerikanischer Jazzmusiker
- Daniel Phillips (Segler) (* 1971), australischer Segler
- Daniel Phillips (Maskenbildner), britischer Maskenbildner
- Daniel Phillips (Fußballspieler) (* 2001), englisch-trinidadischer Fußballspieler
- Dave Phillips (Schiedsrichter) (David Robert Phillips; * 1943), US-amerikanischer Baseballschiedsrichter
- Dave Phillips (Footballspieler) (* 1961), US-amerikanischer American-Football-Spieler und -Trainer
- Dave Phillips (Musiker) (David Phillips), US-amerikanischer Bassist
- Dave Phillips (Eishockeyspieler) (David Phillips; * 1987), britischer Eishockeyspieler
- David Phillips (Chemiker) (* 1939), britischer Chemiker
- David Phillips (Kameramann) (1956–2017), US-amerikanischer Kameramann
- David Phillips (Fußballspieler) (* 1963), walisischer Fußballspieler
- David Phillips (Badminton), südafrikanischer Badmintonspieler
- David Phillips (Klimatologe), kanadischer Klimatologe
- David Phillips (Turner) (* 1977), neuseeländischer Turner
- David Phillips (Squashspieler) (* 1980), kanadischer Squashspieler
- David Atlee Phillips (1922–1988), US-amerikanischer Geheimdienstoffizier
- David C. Phillips (1924–1999), britischer Chemiker
- David Graham Phillips (1867–1911), US-amerikanischer Schriftsteller und Journalist
- David L. Phillips (* 1959), US-amerikanischer Politikwissenschaftler
- David R. Phillips (* 1953), britischer Geograph, Bevölkerungs- und Gesundheitswissenschaftler
- David Phillips (* 1987), britischer Eishockeyspieler, siehe Dave Phillips (Eishockeyspieler)
- Dayton E. Phillips (1910–1980), US-amerikanischer Politiker
- Dean Phillips (* 1969), US-amerikanischer Politiker
- Demar Phillips (* 1983), jamaikanischer Fußballspieler
- Derek Phillips (* 1976), US-amerikanischer Schauspieler
- Dorothy J. Phillips (* 1945), amerikanische Chemikerin
- Dudley Phillips (* 1960), britischer Musiker
- Dwight Phillips (* 1977), US-amerikanischer Leichtathlet

### E
- Eddie Phillips (Schauspieler) (1899–1965), US-amerikanischer Schauspieler
- Eddie Phillips (Footballspieler, 1931) (* 1931), australischer Australian-Football-Spieler
- Eddie Phillips (Musiker) (Edwin Michael Phillips; * 1945), britischer Gitarrist
- Eddie Phillips (Footballspieler, II), US-amerikanischer American-Football-Spieler
- Eddie Phillips (Basketballspieler) (Eddie Lee Phillips; * 1961), US-amerikanischer Basketballspieler
- Édouard Phillips (1821–1889), französischer Mathematiker, Statiker und Bergbauingenieur
- Edwin Percy Phillips (1884–1967), südafrikanischer Botaniker
- Eleanor Addison Phillips (1874–1952), englisch-britische Schulleiterin und Gründerin des ersten britischen Soroptimist-Clubs
- Elizabeth Magie Phillips (1866–1948), US-amerikanische Spieleerfinderin
- Eric Phillips (* 1954), venezolanischer Leichtathlet
- Erin Phillips (* 1985), australische Basketballspielerin und Australian-Football-Spielerin
- Esther Phillips (1935–1984), US-amerikanische Sängerin
- Ethan Phillips (* 1955), US-amerikanischer Schauspieler und Autor
- Ethelbert Edward Lort Phillips (1857–1943), britischer Geschäftsmann und Naturforscher

### F
- Flip Phillips (1915–2001), US-amerikanischer Jazzmusiker
- Florence Phillips (1863–1940), südafrikanische Wohltäterin und Mäzenin
- Foreman Phillips (1897–1968), US-amerikanischer Moderator und Musiker
- Francis C. Phillips (1850–1920), US-amerikanischer Chemiker
- Frank Phillips (Unternehmer) (1873–1950), US-amerikanischer Unternehmer, Mitgründer der Phillips Petroleum Company
- Frank Phillips (Cricketspieler) (1873–1955), britischer Cricketspieler
- Frank Phillips (Nachrichtensprecher) (1901–1980), britischer Nachrichtensprecher
- Frank Phillips (Golfspieler) (* 1932), US-amerikanischer Golfspieler
- Frank V. Phillips (1912–1994), US-amerikanischer Kameramann
- Frederick Albert Phillips (1918–2011), Politiker aus Saint Kitts and Nevis
- Fremont O. Phillips (1856–1936), US-amerikanischer Politiker

### G
- Garry Phillips, australischer Kameramann
- Gene Phillips (1915–1990), US-amerikanischer R&B-Musiker
- Georg Phillips (Rechtshistoriker) (auch George Phillips; 1804–1872), deutscher Rechtshistoriker, Kirchenrechtler und Hochschullehrer
- Georg Phillips (Architekt) (1864–1959), deutscher Architekt
- Glenn Phillips (Musiker) (* 1950), US-amerikanischer Gitarrist
- Glenn Phillips (Cricketspieler) (* 1996), neuseeländischer Cricketspieler
- Graham Phillips (* 1993), US-amerikanischer Schauspieler
- Grant-Lee Phillips (* 1963), US-amerikanischer Sänger, Gitarrist und Songschreiber
- Gussie Phillips (* um 1955), südafrikanische Badmintonspielerin

### H
- Harvey Phillips (1929–2010), US-amerikanischer Musiker
- Harrison Phillips (* 1996), US-amerikanischer American-Football-Spieler
- Hector Phillips (1889–1948), kanadischer Leichtathlet
- Henry Phillips (Botaniker) (1779–1840), britischer Botaniker
- Henry Phillips (Sänger) (1801–1876), britischer Sänger (Bass, Bariton)
- Henry Phillips (Gewichtheber), panamaischer Gewichtheber
- Henry Phillips (Komiker) (* 1969), US-amerikanischer Komiker, Musiker, Schauspieler, Drehbuchautor und Regisseur
- Henry Bayard Phillips (1881–1973), US-amerikanischer Mathematiker
- Henry Disbrow Phillips (1882–1955), US-amerikanischer American-Football-Spieler und Bischof
- Henry F. Phillips (1889–1958), US-amerikanischer Geschäftsmann
- Henry Myer Phillips (1811–1884), US-amerikanischer Politiker
- Hermon Phillips (1903–1986), US-amerikanischer Sprinter
- Horace Phillips (1917–2004), britischer Diplomat
- Horatio Frederick Phillips (* 1845; † 1924 oder 1926), englischer Ingenieur und Luftfahrtpionier
- Hugh Phillips (1921–1996), schottischer Fußballschiedsrichter

### I
- Irna Phillips (1901–1973), US-amerikanische Schauspielerin und Drehbuchautorin

### J
- Jack Phillips (1887–1912), britischer Funker der Titanic
- Jacqueline M. Phillips Shedd, US-amerikanische Filmproduzentin und Dokumentarfilmerin
- Jaelan Phillips (* 1999), US-amerikanischer American-Football-Spieler
- James Phillips (Quäker) (1745–1799), englischer Quäker, Drucker und Buchhändler
- James Phillips (Fußballspieler) (1853–1932), schottischer Fußballspieler
- James Alexander Phillips (* 1984), walisischer Badmintonspieler
- James C. Phillips (* 1933), US-amerikanischer Physiker
- Jeff Daniel Phillips (* 1965), US-amerikanischer Schauspieler und Regisseur
- Jim Phillips (Illustrator) (* 1944), amerikanischer Grafiker und Illustrator
- John Phillips (Schriftsteller) (1631–1706), englischer Schriftsteller
- John Phillips (Politiker, vor 1821) (vor 1821–nach 1823), US-amerikanischer Politiker (Pennsylvania)
- John Phillips (Politiker, 1770) (1770–1823), US-amerikanischer Politiker, Bürgermeister von Boston
- John Phillips (Geologe) (1800–1874), britischer Geologe
- John Phillips (Politiker, 1887) (1887–1983), US-amerikanischer Politiker (Kalifornien)
- John Phillips (Fotograf) (1914–1996), US-amerikanischer Fotograf
- John Phillips (Schauspieler, 1914) (1914–1995), englischer Schauspieler
- John Phillips (Schauspieler, 1919) (1919–2015), US-amerikanischer Schauspieler
- John Phillips (Sänger) (1935–2001), US-amerikanischer Sänger
- John Phillips (Fußballspieler) (1951–2017), walisischer Fußballspieler
- John Phillips (Footballspieler) (* 1987), US-amerikanischer American-Football-Spieler
- John Phillips (Snookerspieler) (1935/1936–2008), schottischer Snookerspieler
- John Arthur Phillips (1822–1887), britischer Geologe, Metallurge und Bergbauingenieur
- John Calhoun Phillips (1870–1943), US-amerikanischer Politiker (Republikanische Partei)
- John Charles Phillips (1876–1938), US-amerikanischer Ornithologe
- John Lynch Phillips (* 1951), US-amerikanischer Astronaut
- John Phillips Marquand (1893–1960), US-amerikanischer Journalist und Schriftsteller
- Jonathan Phillips (Schauspieler) (* 1963), britischer Schauspieler
- Jonathan Phillips (Eishockeyspieler) (* 1982), britischer Eishockeyspieler
- Jourdana Phillips (* 1990), US-amerikanisches Model
- Julia Phillips (1944–2002), US-amerikanische Filmproduzentin
- Julianne Phillips (* 1960), US-amerikanische Schauspielerin

### K
- Kalvin Phillips (* 1995), englischer Fußballspieler
- Karen Phillips (Badminton) (* 1961), neuseeländische Badmintonspielerin
- Karen Phillips (Schwimmerin) (* 1966), australische Schwimmerin
- Karen Borlaug Phillips (* 1956), US-amerikanische Regierungsbedienstete und Managerin
- Karl Hudson-Phillips (1933–2014), Jurist aus Trinidad und Tobago
- Kate Phillips (* 1989), britische Schauspielerin
- Kate Phillips (Drehbuchautorin), siehe Kay Linaker
- Kenisha Phillips (* 2001), guyanische Leichtathletin
- Kenny Phillips (* 1986), US-amerikanischer American-Football-Spieler
- Kevin Phillips (Publizist) (1940–2023), US-amerikanischer Schriftsteller und Publizist
- Kevin Phillips (Rugbyspieler) (* 1961), britischer Rugbyspieler
- Kevin Phillips (Fußballspieler) (* 1973), englischer Fußballspieler und -trainer
- Kevin Phillips (Schauspieler) (* 1981), US-amerikanischer Schauspieler
- Kevin Phillips (Eishockeyspieler) (* 1986), britischer Eishockeyspieler

### L
- Larry Eugene Phillips (1970–1997), US-amerikanischer Bankräuber, siehe North-Hollywood-Schießerei
- Lawrence S. Phillips (1927–2015), US-amerikanischer Unternehmer und Philanthrop
- Lazarus Phillips (1895–1986), kanadischer Rechtsanwalt, Politiker und Kunstsammler
- Lee Phillips (Fußballspieler, 1979) (* 1979), walisischer Fußballspieler
- Lee Phillips (Fußballspieler, 1980) (Lee Paul Phillips; * 1980), englischer Fußballspieler
- Len Phillips (1922–2011), englischer Fußballspieler
- Leon C. Phillips (1890–1958), US-amerikanischer Politiker
- Leslie Phillips (1924–2022), britischer Schauspieler
- Lily Phillips (* 2001), britische Influencerin und Pornodarstellerin
- Lisa Phillips, britische Politikerin, Gouverneurin von St. Helena, Ascension und Tristan da Cunha, siehe Lisa Honan
- Lisa Phillips (Museumsleiterin) (* um 1954), US-amerikanische Ausstellungskuratorin und Museumsdirektorin
- Lloyd Phillips (Musiker) (1905–1970), US-amerikanischer Jazzmusiker
- Lloyd Phillips (1949–2013), neuseeländischer Filmproduzent
- Lou Diamond Phillips (* 1962), US-amerikanischer Schauspieler
- Luwellyne Andrew Phillips (* 1989), südafrikanischer Gewichtheber

### M
- Mackenzie Phillips (* 1959), US-amerikanische Schauspielerin
- Maddie Phillips (* 1994), kanadische Schauspielerin
- Malcolm Phillips (* 1935), englischer Rugby-Union-Spieler
- Mandy Spencer-Phillips, kanadische Filmproduzentin
- Mark Phillips (* 1948), britischer Vielseitigkeitsreiter und erster Ehemann von Prinzessin Anne
- Mark Phillips (Politiker) (* 1961), guyanischer Politiker, Premierminister von Guyana
- Mark Phillips, Gemeinschaftspseudonym der Science-Fiction-Autoren Laurence M. Janifer und Randall Garrett
- Mark M. Phillips (* 1951), US-amerikanischer Astronom
- Marshall Phillips (* 1975), US-amerikanischer Basketballspieler
- Martin Phillips (* 1960), englischer Dartspieler
- Mary Phillips (1880–1969), englisch-britische Suffragette
- Matt Phillips (Matthew Phillips; * 1991), schottischer Fußballspieler
- Matthew Phillips (Rugbyspieler) (* 1975), italienischer Rugby-Union-Spieler neuseeländischer Herkunft
- Matthew Phillips (Fußballspieler) (* 1984), walisischer Fußballspieler
- Matthew Phillips (Rennfahrer) (* 1991), australischer Rennfahrer
- Matthew Phillips (Eishockeyspieler) (* 1998), kanadischer Eishockeyspieler
- Marion Phillips (1881–1932), australisch-britische Politikerin und Parlamentsabgeordnete der Labour Party.
- Marvin Phillips (* 1931), amerikanischer Saxophonist
- McCandlish Phillips († 2013), US-amerikanischer Journalist
- Melba Phillips (1907–2004), US-amerikanische Physikerin
- Michael Phillips (Eiskunstläufer) († 2016), britischer Eistänzer
- Michael Phillips (Filmproduzent) (* 1943), amerikanischer Filmproduzent
- Michael Phillips (Autor) (* 1946), amerikanischer Schriftsteller
- Michael Phillips, Geburtsname von Michael Brandon (Pornodarsteller) (* 1965), amerikanischer Pornodarsteller und Regisseur
- Michael Phillips (Tennisspieler), australischer Tennisspieler
- Michelle Phillips (* 1944), US-amerikanische Schauspielerin
- Mike Phillips (Autor) (* 1941), in Guayana geborener britischer Autor
- Mike Phillips (Basketballspieler) (1956–2015), US-amerikanischer Basketballspieler
- Mike Phillips (Rugbyspieler) (* 1982), walisischer Rugby-Union-Spieler
- Mike Phillips (Triathlet) (* 1991), neuseeländischer Triathlet
- Mike Phillips (Produzent), US-amerikanischer Filmproduzent und Regisseur
- Mollie Phillips (1907–1994), britische Eiskunstläuferin
- Molly Phillips (* 2001), US-amerikanische Volleyball- und Beachvolleyballspielerin
- Montague Phillips (1885–1969), britischer Komponist
- Morgan Phillips (1902–1963), britischer Politiker (Labour Party)
- Muriel Rose Phillips (1921–1922), US-amerikanische Weltkriegsveteranin und Krankenpflegerin, siehe Muriel Engelman

### N
- Nancy Phillips (* 1921), US-amerikanische Hürdenläuferin, Hoch- und Weitspringerin
- Nat Phillips (1883–1932), australischer Theaterleiter, Komiker und Entertainer
- Nathan Phillips (Politiker) (1892–1976), kanadischer Politiker, Bürgermeister von Toronto
- Nathan Phillips (Schauspieler) (* 1980), australischer Schauspieler
- Nathaniel Phillips (* 1997), englischer Fußballspieler
- Nicola Phillips (* 1971), britische Politikwissenschaftlerin und Hochschulmanagerin
- Nicholas Phillips, Baron Phillips of Worth Matravers (* 1938), britischer Jurist
- Nigel Phillips (* 1963), britischer Politiker und ehemaliger Offizier der Royal Air Force
- Nikki Phillips (* 1987), polnisch-US-amerikanische Fußballspielerin
- Norah Phillips, Baroness Phillips (1910–1992), britische Politikerin (Labour Party)
- Norman A. Phillips (1923–2019), US-amerikanischer Meteorologe
- Norman E. Phillips (1928–2019), US-amerikanischer Chemiker

### O
- Orville Howard Phillips (1924–2009), kanadischer Politiker
- Owen Phillips (1906–1983), belizischer Sportschütze

### P
- Pauline Phillips (1918–2013), US-amerikanische Kolumnistin
- Peg Phillips (1918–2002), US-amerikanische Schauspielerin
- Peregrine Phillips, Engländer, erfand 1831 das Kontaktverfahren
- Peter Phillips (Künstler) (1939–2025), britischer Künstler
- Peter Phillips (Politiker) (* 1949), jamaikanischer Politiker (PNP)
- Peter Phillips (Dirigent) (* 1953), britischer Chordirigent und Musikwissenschaftler
- Peter Phillips (* 1970), US-amerikanischer DJ, Produzent und Rapper, siehe Pete Rock
- Peter Phillips (* 1977), britischer Adliger
- Peter C. B. Phillips (* 1948), neuseeländischer Wirtschaftswissenschaftler
- Peter W. B. Phillips (* 1958), kanadischer Wirtschaftswissenschaftler
- Philip Phillips (Erzbischof) († 1787), irischer Geistlicher, Erzbischof von Tuam
- Philip Phillips (Politiker) (1807–1884), US-amerikanischer Rechtsanwalt und Politiker (Demokratische Partei)
- Philip Phillips (Archäologe) (1900–1994), US-amerikanischer Archäologe
- Phillip Phillips (* 1990), US-amerikanischer Rocksänger

### Q
- Quincy Phillips (* um 1980), US-amerikanischer Jazzmusiker

### R
- Rachele Phillips (* um 1972), walisische Badmintonspielerin
- Ralph Phillips (1913–1998), US-amerikanischer Mathematiker
- Reuben Phillips (Jazzmusiker) († 1974), US-amerikanischer Jazzmusiker
- Richard Phillips (Schriftsteller) (1767–1840), britischer Schriftsteller und Verleger
- Richard Phillips (Chemiker) (1778–1851), britischer Chemiker
- Richard Phillips (Kapitän) (* 1955), US-amerikanischer Kapitän und Entführungsopfer
- Richard Phillips (Maler) (* 1962), US-amerikanischer Maler
- Richard Phillips (Leichtathlet) (* 1983), jamaikanischer Leichtathlet
- Richie Phillips († 2013), US-amerikanischer Jurist und Sportfunktionär
- Robert Allan Phillips (1906–1976), US-amerikanischer Mediziner
- Robin Phillips († 2015), britischer Schauspieler, Theater- und Filmregisseur
- Rog Phillips (1909–1966), US-amerikanischer Science-Fiction-Autor
- Ronald L. Phillips (1940–2023), US-amerikanischer Biologe und Pflanzenzüchter
- Rowland Phillips (* 1965), walisischer Rugby-Union-Spieler

### S
- Sally Phillips (* 1970), britische Schauspielerin, Drehbuchautorin und Komikerin
- Sam Phillips (Samuel Cornelius Phillips; 1923–2003), US-amerikanischer Musikproduzent
- Sam Phillips (Sängerin) (* 1962), US-amerikanische Musikerin
- Samantha Phillips (Autorin), britische Autorin
- Samantha Phillips (Schauspielerin) (* 1966), US-amerikanische Schauspielerin, Moderatorin und Model
- Samuel Phillips junior (1752–1802), US-amerikanischer Politiker
- Samuel Cochran Phillips (1921–1990), US-amerikanischer General
- Samuel F. Phillips (1824–1903), US-amerikanischer Jurist, Bürgerrechtler und Politiker
- Scott Phillips (* 1973), US-amerikanischer Schlagzeuger
- Sean Phillips (Comiczeichner) (* 1965), britischer Comiczeichner
- Sean Phillips (Spezialeffektkünstler), Spezialeffektkünstler
- Shaun Wright-Phillips (* 1981), englischer Fußballspieler
- Shawn C. Phillips (* 1985), US-amerikanischer Schauspieler, Filmschaffender und Webvideoproduzent
- Siân Phillips (* 1933), britische Schauspielerin
- Sid Phillips (1907–1973), britischer Jazzmusiker, Arrangeur und Bandleader
- Sidney Phillips († 2015), US-amerikanischer Mediziner und Weltkriegsveteran
- Simon Phillips (Rennfahrer) (1934–2013), britischer Autorennfahrer
- Simon Phillips (* 1957), britischer Schlagzeuger
- Sonny Phillips (* 1936), US-amerikanischer Jazzmusiker
- Stephen C. Phillips (1801–1857), US-amerikanischer Politiker
- Steve Phillips (Rennfahrer) (* 1951), US-amerikanischer Automobilrennfahrer
- Steve Phillips (Fußballspieler, 1954) (Stephen Edward Phillips; * 1954), englischer Fußballspieler
- Steve Phillips (Leichtathlet) (* 1972), britischer Leichtathlet
- Steve Phillips (Fußballspieler, 1978) (Steven John Phillips; * 1978), englischer Fußballspieler
- Stu Phillips (* 1929), US-amerikanischer Filmkomponist
- Susan Elizabeth Phillips (* 1948), US-amerikanische Romanciere

### T
- Ted Phillips (1933–2018), englischer Fußballspieler
- Thomas Phillips (Maler) (1770–1845), englischer Maler
- Thomas Rupert Phillips (vor 1894–1936), englischer Fußballspieler und -trainer
- Thomas Wharton Phillips (1835–1912), US-amerikanischer Politiker
- Thomas Wharton Phillips junior (1874–1956), US-amerikanischer Politiker
- Todd Phillips (* 1970), US-amerikanischer Regisseur, Produzent und Drehbuchautor
- Tom Phillips (Künstler) (* 1937), englischer Maler und Videokünstler
- Tom Phillips (Wrestler) (* 1989), US-amerikanischer Wrestler
- Tom Spencer Vaughan Phillips (1888–1941), britischer Admiral
- Tony Phillips (1959–2016), US-amerikanischer Baseballspieler
- Tripp Phillips (* 1977), US-amerikanischer Tennisspieler

### U
- Ulrich Bonnell Phillips (1877–1934), US-amerikanischer Historiker
- Utah Phillips (1935–2008), US-amerikanischer Musiker und Gewerkschafter

### V
- Verno Phillips (* 1969), US-amerikanischer Boxer
- Vince Phillips (* 1963), US-amerikanischer Boxer

### W
- Walter Phillips (1846–1920), US-amerikanischer Journalist und Telegraphist
- Washington Phillips (1880–1954), US-amerikanischer Gospel-Sänger
- Wendell Phillips (Politiker) (1811–1884), US-amerikanischer Politiker
- Wendell Phillips (Archäologe) (1925–1975), US-amerikanischer Archäologe
- Wendy Phillips (* 1952), US-amerikanische Schauspielerin
- William Phillips (General) (1731–1781), britischer General
- William Phillips junior (1750–1827), US-amerikanischer Politiker
- William Phillips (Geologe) (1775–1828), britischer Geologe
- William Phillips (Botaniker) (1822–1905), britischer Botaniker und Mykologe
- William Phillips (Diplomat) (1878–1968), US-amerikanischer Diplomat
- William Phillips (Redakteur) (1907–2002), US-amerikanischer Journalist
- William Phillips (Schauspieler) (1908–1957), US-amerikanischer Schauspieler
- William Phillips (Wasserballspieler) (1943–2022), australischer Wasserballspieler
- William Phillips (Basketballspieler) (* 1979), US-amerikanisch-französischer Basketballspieler
- William Phillips (Baseballspieler), kanadischer Baseball-Spieler
- William Phillips (Regisseur), Filmregisseur und Drehbuchautor
- William A. Phillips (1824–1893), US-amerikanischer Politiker
- William Daniel Phillips (* 1948), US-amerikanischer Physiker
- William Watt Addison Phillips (W. W. A. Phillips; 1892–1981), britischer Zoologe

### Z
- Zack Phillips (* 1992), kanadischer Eishockeyspieler
- Zane Phillips (* 1993), US-amerikanischer Schauspieler
- Zara Phillips, verh. Zara Tindall (* 1981), britische Reitsportlerin und Tochter von Prinzessin Anne